# Адміністративний устрій Турійського району
Адміністративний устрій Турійського району — адміністративно-територіальний поділ Турійського району Волинської області на 2 селищні громади та 14 сільських рад, які об'єднують 76 населених пунктів та підпорядковані Турійській районній раді. Адміністративний центр — смт. Турійськ.

## Список адміністративно-територіальних одиниць Турійського району
| №  | Назва                       | Центр         | Населені пункти | Площа км? | Місце за площею | Населення (2001), чол. | Місце за населенням | Розташування |
| -- | --------------------------- | ------------- | --- | --------- | --------------- | ---------------------- | ------------------- | ------------ |
| 1  | Луківська селищна громада   | смт. Луків    | смт. Луків с. Відути с. Годовичі с. Залісці с. Зілове с. Комарів с. Кличковичі c. Миляновичі c. Новосілки с. Окунин с. Перевісся с. Сомин с. Тупали с. Туровичі |           |                 |                        |                     |              |
| 2  | Турійська селищна громада   | смт. Турійськ | смт. Турійськ c. Дольськ c. Кульчин с. Мировичі с. Осереби с. Охотники c. Перевали с. Растів с. Ставок с. Торговище                                             |           |                 |                        |                     |              |
| 3  | Боблівська сільська рада    | с. Бобли      | с. Бобли с. Оса с. Ревушки |           |                 |                        |                     |              |
| 4  | Гайківська сільська рада    | c. Гайки      | c. Гайки с. Замости с. Руда с. Ягідне |           |                 |                        |                     |              |
| 5  | Дулібівська сільська рада   | c. Дуліби     | c. Дуліби с. Туричани |           |                 |                        |                     |              |
| 6  | Клюська сільська рада       | c. Клюськ     | c. Клюськ с. Волиця с. Гаруша с. Тагачин |           |                 |                        |                     |              |
| 7  | Купичівська сільська рада   | c. Купичів    | c. Купичів с. Нири с. Свинарин с. Чорніїв |           |                 |                        |                     |              |
| 8  | Маковичівська сільська рада | c. Маковичі   | c. Маковичі с. Липа с. Мочалки с. Осекрів с. Серкізів |           |                 |                        |                     |              |
| 9  | Мокрецька сільська рада     | c. Мокрець    | c. Мокрець с. Блаженик с. Турія с. Туропин |           |                 |                        |                     |              |
| 10 | Новодвірська сільська рада  | c. Новий Двір | c. Новий Двір с. Дожва с. Ловища с. Осьмиговичі с. Поляна с. Синявка                                                                                            |           |                 |                        |                     |              |
| 11 | Овлочинська сільська рада   | c. Овлочин    | c. Овлочин с. Крать с. Ставки |           |                 |                        |                     |              |
| 12 | Озерянська сільська рада    | c. Озеряни    | c. Озеряни с. Пересіка с. Сушибаба |           |                 |                        |                     |              |
| 13 | Ружинська сільська рада     | c. Ружин      | c. Ружин с. Городилець с. Клевецьк |           |                 |                        |                     |              |
| 14 | Селецька сільська рада      | c. Селець     | с. Селець с. Задиби |           |                 |                        |                     |              |
| 15 | Соловичівська сільська рада | c. Соловичі   | с. Соловичі с. Кустичі с. Обенижі |           |                 |                        |                     |              |
| 16 | Туличівська сільська рада   | c. Туличів    | с. Туличів с. Вербичне с. Літин с. Молодівка с. Радовичі с. Серебряниця                                                                                         |           |                 |                        |                     |              |

## Список рад Турійського району до початку реформи 2015 року
| №  | Назва                         | Центр         | Населені пункти                                                                                 | Площа км? | Місце за площею | Населення (2001), чол. | Місце за населенням | Розташування |
| -- | ----------------------------- | ------------- | ----------------------------------------------------------------------------------------------- | --------- | --------------- | ---------------------- | ------------------- | ------------ |
| 1  | Луківська селищна рада        | смт. Луків    | смт. Луків                                                                                      |           |                 |                        |                     |              |
| 2  | Турійська селищна рада        | смт. Турійськ | смт. Турійськ                                                                                   |           |                 |                        |                     |              |
| 3  | Боблівська сільська рада      | с. Бобли      | с. Бобли с. Оса с. Ревушки                                                                      |           |                 |                        |                     |              |
| 4  | Гайківська сільська рада      | c. Гайки      | c. Гайки с. Замости с. Руда с. Ягідне                                                           |           |                 |                        |                     |              |
| 5  | Дольська сільська рада        | c. Дольськ    | c. Дольськ с. Растів                                                                            |           |                 |                        |                     |              |
| 6  | Дулібівська сільська рада     | c. Дуліби     | c. Дуліби с. Туричани                                                                           |           |                 |                        |                     |              |
| 7  | Клюська сільська рада         | c. Клюськ     | c. Клюськ с. Волиця с. Гаруша с. Тагачин                                                        |           |                 |                        |                     |              |
| 8  | Кульчинська сільська рада     | c. Кульчин    | c. Кульчин с. Мировичі с. Ставок                                                                |           |                 |                        |                     |              |
| 9  | Купичівська сільська рада     | c. Купичів    | c. Купичів с. Нири с. Свинарин с. Чорніїв                                                       |           |                 |                        |                     |              |
| 10 | Маковичівська сільська рада   | c. Маковичі   | c. Маковичі с. Липа с. Мочалки с. Осекрів с. Серкізів                                           |           |                 |                        |                     |              |
| 11 | Миляновичівська сільська рада | c. Миляновичі | c. Миляновичі с. Годовичі с. Залісці с. Зілове с. Кличковичі с. Перевісся с. Тупали с. Туровичі |           |                 |                        |                     |              |
| 12 | Мокрецька сільська рада       | c. Мокрець    | c. Мокрець с. Блаженик с. Турія с. Туропин                                                      |           |                 |                        |                     |              |
| 13 | Новодвірська сільська рада    | c. Новий Двір | c. Новий Двір с. Дожва с. Ловища с. Осьмиговичі с. Поляна с. Синявка                            |           |                 |                        |                     |              |
| 14 | Новосілківська сільська рада  | c. Новосілки  | c. Новосілки с. Комарів с. Окунин                                                               |           |                 |                        |                     |              |
| 15 | Овлочинська сільська рада     | c. Овлочин    | c. Овлочин с. Крать с. Ставки                                                                   |           |                 |                        |                     |              |
| 16 | Озерянська сільська рада      | c. Озеряни    | c. Озеряни с. Пересіка с. Сушибаба                                                              |           |                 |                        |                     |              |
| 17 | Перевалівська сільська рада   | c. Перевали   | c. Перевали с. Осереби с. Охотники с. Торговище                                                 |           |                 |                        |                     |              |
| 18 | Ружинська сільська рада       | c. Ружин      | c. Ружин с. Городилець с. Клевецьк                                                              |           |                 |                        |                     |              |
| 19 | Селецька сільська рада        | c. Селець     | с. Селець с. Задиби                                                                             |           |                 |                        |                     |              |
| 20 | Соловичівська сільська рада   | c. Соловичі   | с. Соловичі с. Кустичі с. Обенижі                                                               |           |                 |                        |                     |              |
| 21 | Соминська сільська рада       | c. Сомин      | с. Сомин с. Відути                                                                              |           |                 |                        |                     |              |
| 22 | Туличівська сільська рада     | c. Туличів    | с. Туличів с. Вербичне с. Літин с. Молодівка с. Радовичі с. Серебряниця                         |           |                 |                        |                     |              |